# Лопатино (Можайский район)
Лопатино — деревня в Можайском районе Московской области в составе Юрловского сельского поселения. Численность постоянного населения по Всероссийской переписи 2010 года — 6 человек. До 2006 года Лопатино входило в состав Губинского сельского округа.
Деревня расположена в южной части района, у истока безымянного правого притока реки Песочная (приток реки Протва), примерно в 25 км к юго-западу от Можайска, высота центра над уровнем моря 261 м. Ближайший населённый пункт — Свинцово в 1,5 км на северо-запад.